# Hansjörg Wyss

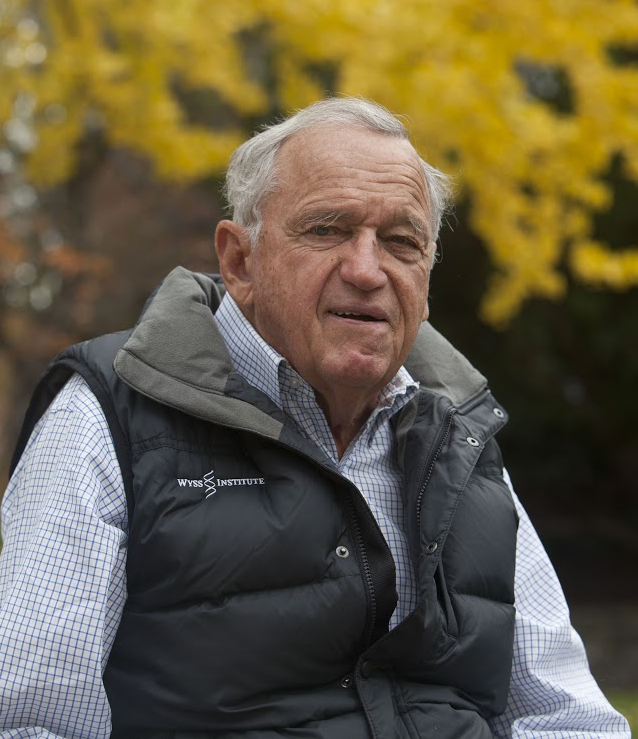
Hansjörg Wyss (2015)

Hansjörg Wyss (* 19. September 1935 in Bern, offiziell Johann Georg Wyss) ist ein Schweizer Unternehmer und Mäzen.

## Leben
Wyss wuchs mit drei Geschwistern in Bern auf. Nach dem Studium des Bauingenieurwesens an der ETH Zürich schloss er mit dem Diplom als Tiefbauingenieur ab. Danach arbeitete er in unterschiedlichen Positionen in der Textilindustrie. Des Weiteren war er für Chrysler als Ingenieur und Projektmanager in Pakistan, der Türkei und auf den Philippinen tätig. Von 1963 bis 1965 studierte er an der Harvard Business School und schloss mit dem MBA ab. Es folgten weitere Industrietätigkeiten. Für Monsanto baute er das Chemiefasergeschäft in Europa auf. Er lernte Martin Allgöwer und seine Arztkollegen kennen, welche die Firma Synthes für Knochenimplantate gegründet hatten. Für diese Firma war Wyss vorerst als Berater tätig. Anschliessend stellte er sich als Sanierer der Tochterfirma Synthes USA zur Verfügung und beteiligte sich am Unternehmen mit einem Anteil von 15 Prozent. 1977 wurde Wyss Präsident von Synthes und blieb es bis zum Verkauf des Unternehmens. 2012 verkaufte er seine Synthes-Anteile an den US-amerikanischen Pharmazie- und Konsumgüterhersteller Johnson & Johnson für 21 Milliarden USD.
Im April 2022 wurde bekannt, dass ein Konsortium um Wyss und den US-Amerikaner Todd Boehly den Zuschlag für den Kauf des Fussballvereins Chelsea erhalten hat.

## Politisches und soziales Engagement
Wyss ist zusammen mit Jobst Wagner Gründer des Vereins «Vorteil Schweiz» zur Rettung der bilateralen Verträge zwischen der Schweiz und der Europäischen Union.
Wyss tritt unter anderem als Mäzen des Ensemble Proton Bern, des Boston Philharmonic Orchestra, des Progr, der Fondation Beyeler und des Kunstmuseums Bern auf.
Er gründete die Wyss Foundation zur Bewahrung der Natur. Diese engagierte sich erst an der US-amerikanischen Westküste, ist mittlerweile aber auch international unterstützend engagiert. U.a. ist sie die grösste Einzelspenderin der ZGF. Im Jahr 2018 wurde bekannt, dass Wyss über seine Stiftung bis 2030 den Schutz der Artenvielfalt mit einer Milliarde US-Dollar aus seinem Privatvermögen vorantreiben will; Ziel dabei sollte die Aushandlung eines New Deals für die Natur (Green New Deal) sein, durch den bis zum Stichjahr 30 % der Landes- und Ozeanfläche der Erde unter Schutz stehen sollen.
Als einer der grössten Einzelspender der Harvard-Universität stiftete er 2008 das Wyss Institute for Biologically Inspired Engineering in Cambridge sowie 2013 das Wyss Center for Bio and Neuroengineering und den zugehörigen Technologiepark in Genf.
Er hat sich der Wohltätigkeitsinitiative The Giving Pledge angeschlossen.

## Privates
Wyss lebt im US-Bundesstaat Wyoming; ein weiterer Wohnort ist sein Haus auf einer Insel im Bundesstaat Maine. Zudem besitzt er ein Haus in Lauenen bei Gstaad, das er schon 1972 bauen liess. Die Schriftstellerin und Journalistin Hedi Wyss ist seine Schwester.

## Vermögen
Sein Vermögen wurde im November 2020 vom Schweizer Wirtschaftsmagazin Bilanz auf 6,5 Milliarden Schweizer Franken geschätzt. Forbes schätzte sein Vermögen im November 2021 auf 5,8 Milliarden US-Dollar, das seiner in den USA lebende Tochter Amy Wyss auf 2 Milliarden US-Dollar. Laut dem Bloomberg Billionaires Index belegte er Mitte November 2021 und einem geschätzten Vermögen von 9 Milliarden US-Dollar den 290. Platz auf der Rangliste der reichsten Menschen der Welt. Im April 2022 schätzte Forbes sein Vermögen auf 5,1 Milliarden US-Dollar.

## Auszeichnungen
- 2004: Ehrendoktor der Medizinischen Fakultät der Universität Basel.[14]
- 2013: Ehrendoktor der Vetsuisse-Fakultät der Universität Zürich.[1]
- 2014: Ehrendoktor der Eidgenössischen Technischen Hochschule Lausanne.[15]
- 2019: Mitglied der American Academy of Arts and Sciences.
- 2024: Ehrenbürger der Stadt Bern